# Andrena wilkella
Andrena wilkella ist eine Sandbiene aus der Familie Andrenidae. Sie ist eine solitäre, nestbauende Biene, die jährlich eine Generation hat und in Deutschland von Anfang Mai bis Mitte Juli fliegt. Auf Deutsch wird sie manchmal „Grobpunktierte Kleesandbiene“ genannt.

## Merkmale

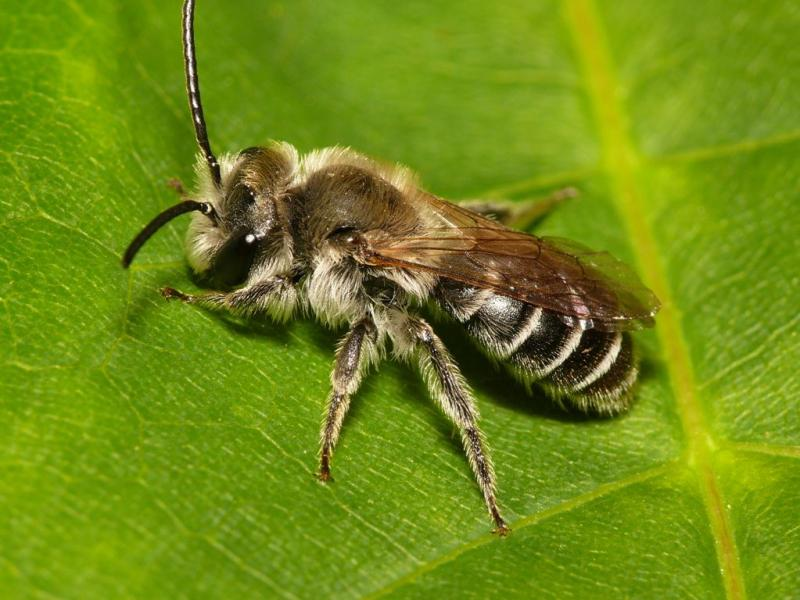
Andrena wilkella, Männchen

Die Weibchen dieser kleinen Sandbiene sind ca. 11 bis 12 mm lang, die Männchen ca. 9 bis 11 mm. Die Bienen sind sehr ähnlich wie die nahe verwandte A. ovatula. Der Rücken ist nur wenig behaart, die Tergite 1 bis 4 haben schmale weiße Endbinden, von denen die ersten beiden mittig unterbrochen sind. Die Schienenbürste ist gelblich, Tibien und Tarsen der Hinterbeine sind rostrot. 

## Verbreitung und Lebensraum
A. wilkella ist ausgesprochen weit verbreitet. Sie kommt von Portugal bis Asien (Kaukasus, Zentralasien, Nordchina) vor. In Nordeuropa ist sie in Schweden, Norwegen und Finnland bis 60°N zu finden. Südwärts ist die Art bis Sizilien und Zypern verbreitet, auch in Marokko. Sie erreicht in Kaschmir sogar die orientalische Faunenregion.
Darüber hinaus ist Andrena wilkella auch aus Nordamerika bekannt, von Quebec und Minnesota im Norden bis Florida und New Mexico im Süden.  Es gibt nur drei Arten der großen Gattung Andrena, die in der Holarktis so weit verbreitet sind, nämlich A. wilkella, Andrena barbilabris und A. clarkella.
In Deutschland, Österreich und der Schweiz ist die Art aus allen Regionen nachgewiesen.
Diese Sandbiene kann in allen mehr oder weniger extensiv genutzten Wiesen, an Waldsäumen, Hecken, Ruderalflächen, Sand- und Kiesgruben vorkommen. Es gibt keine Bevorzugung von besonderen Bodenarten.

## Lebensweise
Die Weibchen graben ihr Nest in den Boden von schütter bewachsenen Flächen. Die Nester sind meistens einzeln, manchmal in Aggregationen. Sie sind auf Schmetterlingsblütler (Fabaceae) spezialisiert, also oligolektisch. Beim Pollensammeln drücken sie das Schiffchen der Fabaceenblüte mit den Mittel- und Hinterbeinen so nach unten, dass Griffel und Staubblätter hervortreten. Danach drehen sich die Bienen um und ernten den Pollen direkt mit den Vorderbeinen, um ihn mit den Hinterbeinen und dem Flocculus zum Nest zu transportieren.
Die Männchen patrouillieren in dem Gebiet, in dem sowohl potenzielle Nahrungspflanzen als auch Landmarken (wie z. B. Büsche oder Bäume) sind. Dabei markieren sie einzelne Stellen mit einem Sekret aus der Mandibeldrüse. Mehrere Männchen fliegen oft in kleinen Schwärmen im gleichen Gebiet. Dabei markieren sie nahegelegene oder gar identische Plätze, wohl um paarungsbereite Weibchen anzulocken. In manchen Gebieten patrouillieren die Männchen jedes Jahr an den gleichen Plätzen.
Parasiten: Als Kuckucksbienen parasitieren die Wespenbiene Nomada striata und möglicherweise die Blutbiene Sphecodes reticulatus bei A. wilkella.  Erwachsene Bienen sind manchmal von dem Fächerflügler Stylops thwaitesi befallen.

## Systematik
A. wilkella gehört zu der Untergattung Taeniandrena und innerhalb derer zur Andrena-ovatula-Gruppe, sie ist nahe mit A. ovatula, A. similis, A. producta, A. intermedia und A. gelriae verwandt. In Nordamerika wurde die Art unter dem Namen Andrena winkleyi beschrieben, inzwischen aber sind die beiden Taxa als konspezifisch erkannt. Ob die Art in Amerika autochthon ist oder schon sehr früh eingeschleppt wurde, ist nicht klar.
Im südlichen Teil der Iberischen Halbinsel und in Marokko wurde die Unterart A. w. beaumonti beschrieben, deren taxonomischer Status aber nicht ganz geklärt ist.